# استعاره مرده
استعاره مرده  یک آرایه ادبی است که با توجه به گستره تکرار و استفاده مفرط معنای تصویری اصلی خود را از دست داده است. از این رو به این آرایه استعاره مرده می‌گویند که برای درک معنای آن لازم نیست که شنونده مفهوم اصلی استعاری آن را درک کرد. 
مثال‌های آن در زبان فارسی: مورچه = مور+چه= مور کوچک، دلبر = دل+بر= کسی که دل را می‌برد، خمپاره = خم+پاره
چنان که می‌بینم در استعاره مرده معنای مجزایی که به ذهن شنونده می‌آید لزوماً نیازی به درک استعاره‌ای که منجر به ساختن آن نام شده ندارد و با گذر زمان و مردن استعاره، خود کلمه معنای مستقلی از خود اراده می‌کند.
در بحث‌های دستورخط و جدانویسی و سرهم‌نویسی توجه به مرده بودن استعاره کمک می‌کند که اجزای یک کلمه را سرهم نوشت، چرا که معنایی مستقل از اجزای تشکیل‌دهنده آن اراده می‌کنند. مثلاً نوشتن خمپاره به صورت خم‌پاره خطا است.
مردن استعاره‌ها عموماً نتیجه تحول معنایی در پی تکوین طبیعی زبان است، فرایندی که به آن تبدیل استعاره به اسم ذات می‌گویند.